# 粒鲽
粒鲽（学名：Clidoderma asperrima）为輻鰭魚綱鰈形目鰈亞目鲽科粒鲽属的鱼类。分布于北达朝鲜、日本及库页岛与千岛群岛、加拿大的不列颠哥伦比亚以及中国的福建到河北、辽宁等近海等，属于北温带冷温性底层海鱼，棲息在沙泥底質底層水域，生活習性不明，可做為食用魚及遊釣魚。该物种的模式产地在日本长崎。